# Trou de mémoire (film)
Pour les articles homonymes, voir Trou de mémoire.

Trou de mémoire (Clean Slate) est un film américain réalisé par Mick Jackson, sorti en 1994.
L'idée de départ du film a inspiré Memento de Christopher Nolan en 2000.

## Synopsis
Maurice L. Pogue est atteint d'amnésie chronique : chaque matin, il doit parcourir les différentes notes qu'il s'est laissées au sein de son appartement pour retrouver la mémoire. Difficile d'effectuer le travail de détective privé quand votre mémoire vous échappe...

## Fiche technique
- Titre original : Clean Slate
- Titre Français : Trou de mémoire
- Réalisation : Mick Jackson
- Scénario : Robert King
- Production : Lili Fini Zanuck, Richard D. Zanuck
- Société de production : Metro-Goldwyn-Mayer
- Musique : Alan Silvestri
- Photographie : Andrew Dunn
- Montage : Priscilla Nedd-Friendly (en)
- Décors : Anne Kuljian (en)
- Costumes : Ruth Myers
- Pays d'origine : États-Unis
- Format : Couleurs - 1,85:1 - Dolby - 35 mm
- Genre : Comédie
- Durée : 107 minutes
- Date de sortie : 6 mai 1994

## Distribution
- Dana Carvey : Maurice L. Pogue
- Valeria Golino (VF : Gabriella Bonavera) : Sarah Novak / Beth Holly
- Kevin Pollak : Rosenheim
- James Earl Jones : John Dolby
- Michael Gambon : Cornell
- Michael Murphy : Dr Doover
- Vyto Ruginis : Hendrix
- Olivia d'Abo : Judy
- Jayne Brook : Paula
- Angela Paton : Shirley Pogue
- Gailard Sartain : Juge Block
- Timothy Scott : Stanley
- Robert Wisdom : Mort
- Mark Bringleson : garde du corps no 1
- Christopher Meloni : garde du corps no 2
- Bryan Cranston : l'employé du club

## DVD
- Trou de mémoire en DVD Zone 2 français chez MGM sortie le 7 décembre 2004.
- Aussi disponible en DVD Zone 2 espagnole sous le titre "Borrón Y Cuenta Nueva" avec langue française.